# Ваља Урсулуј (Арђеш)
Ваља Урсулуј (рум. Valea Ursului) насеље је у Румунији у округу Арђеш у општини Башков. Oпштина се налази на надморској висини од 317 m.

## Становништво
Према подацима из 2002. године у насељу је живело 849 становника, од којих су сви румунске националности.